# Verhoogde afgeknotte kubus
Een verhoogde afgeknotte kubus is in de meetkunde het johnson-lichaam J66. Deze ruimtelijke figuur kan worden geconstrueerd door een vierkante koepel J1 op een achthoekig zijvlak van een afgeknotte kubus, een archimedisch lichaam, te plaatsen.
- (en)  MathWorld. Augmented Truncated Cube.